# New Hope, Alabama
New Hope är en ort i Madison County i delstaten Alabama, USA.